# Koba (mand)

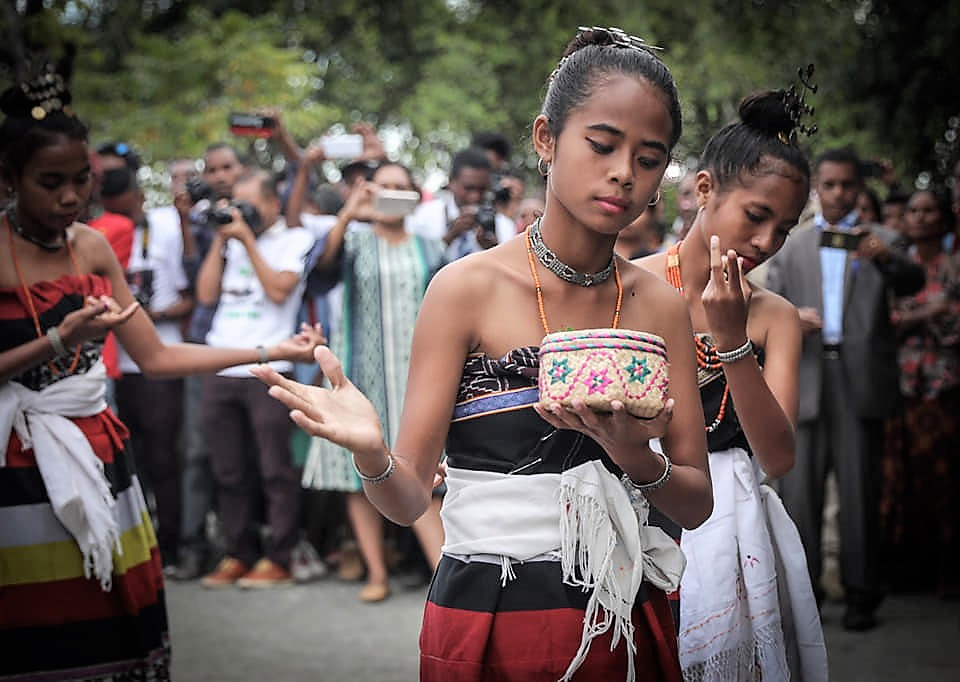
Oost-Timorese vrouwen in traditionele kledij, een van hen draagt een koba.

Een koba is een gevlochten strooien mand met een deksel uit Oost-Timor. Verschillende gekleurde strepen creëren kleurrijke patronen wanneer ze geweven worden. 
Betelnoten worden in de koba's gelegd en als welkomstgeschenk aan de gasten aangeboden. Bij traditionele bruiloften en andere plechtigheden in het dorp, kunnen koba's munten bevatten. 
Hoewel in Tetum koba de algemene term is voor een mand, kunnen de naam en het uiterlijk ervan verschillen naargelang van de regio. In de gemeente Cova Lima neemt het soms de vorm aan van een Uma Lulik, de heilige huisjes van de streek (de naam van  Cova Lima is afgeleid van koba).

## Galerij

Sommige koba's
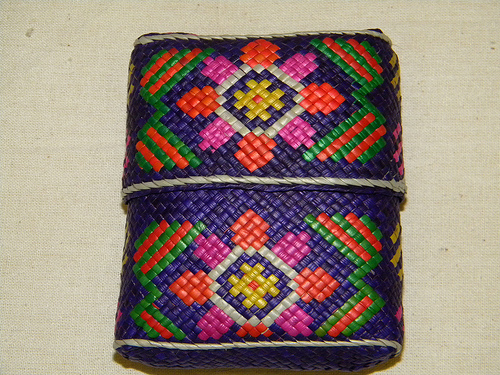
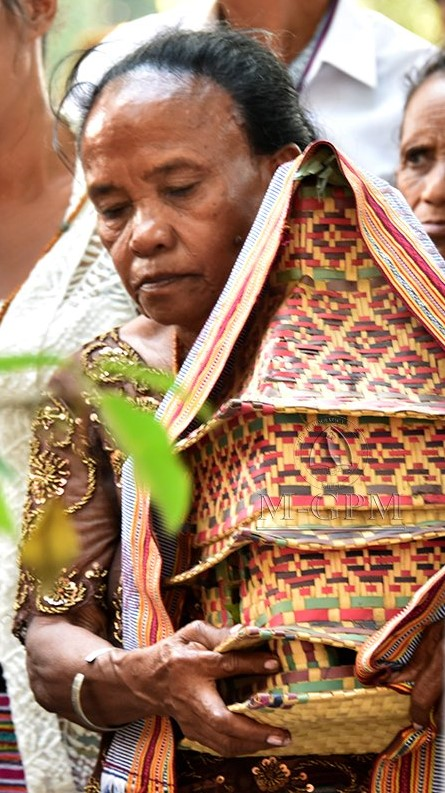
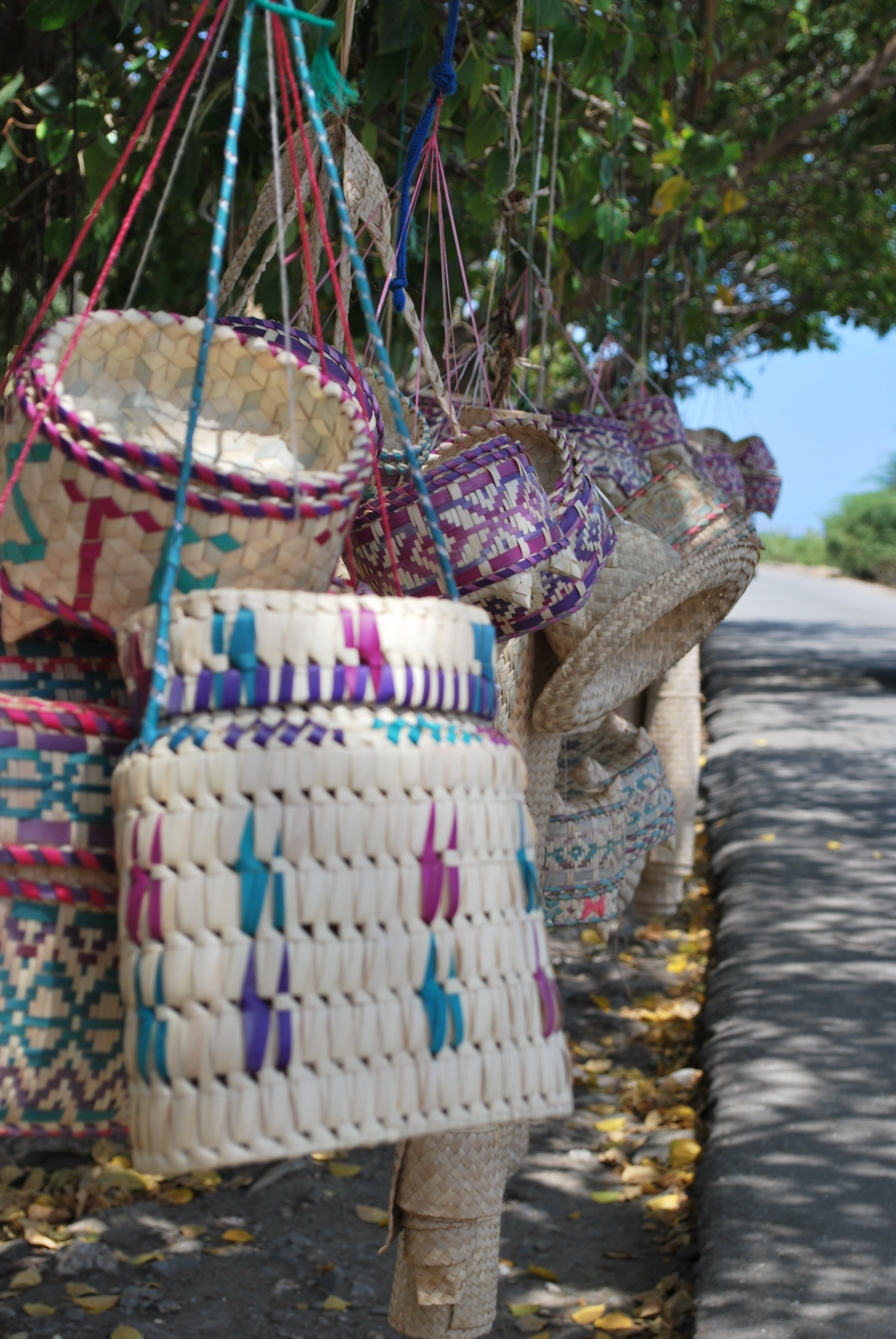

## Baha Liurai
Baha Liurai is een animistisch festival in de in meerderheid Naueti Oost-Timorese Suco Babulo. Het vindt om de zeven tot vijftien jaar plaats op de "heilige berg" met dezelfde naam, of wanneer de oudsten het nodig achten. Ina ama, vader en moeder van de voorvaderen, zouden hier begraven liggen. Tijdens het festival wordt een offer gebracht aan de voorouders bij hun graf. Men spreekt met hen, dankt de voorouders voor hun bescherming voor de bewoners van het "heilige land" en vraagt om hun verdere bescherming en bewegingsvrijheid.

De ceremonie
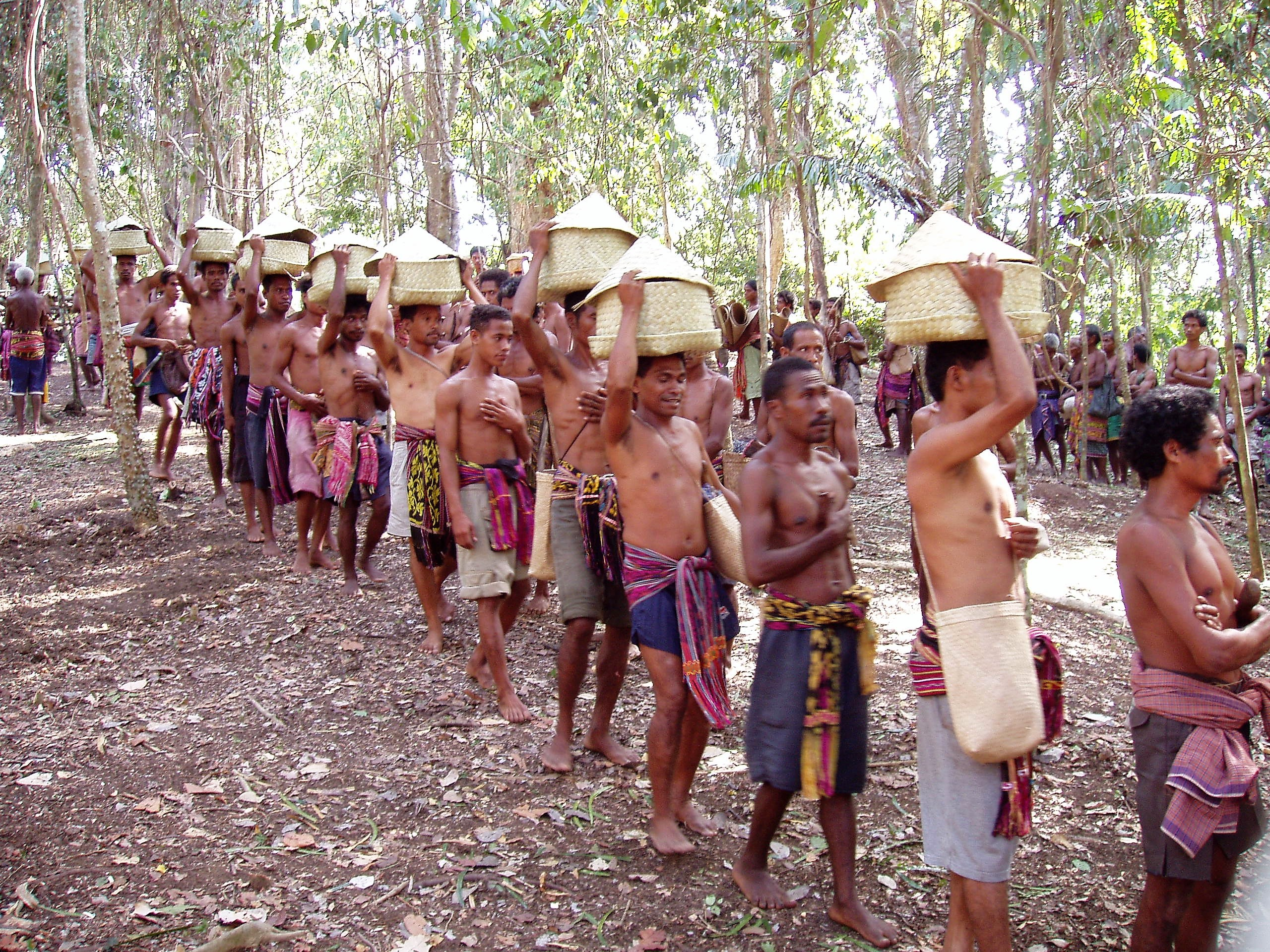
Op de weg terug naar het dorp. Elke persoon vertegenwoordigt een clan. Een clan bestaat uit meerdere families die samen het dorp vormen. De linkerhand op de borst betekent dat de ceremonie wordt gedaan met een goed hart, eerlijkheid, vertrouwen en zuivere intenties. Alle mannen hier dragen de manden op de manier van de vrouwen. In het dagelijks leven, is dit de manier waarop ze hun goederen vervoeren.
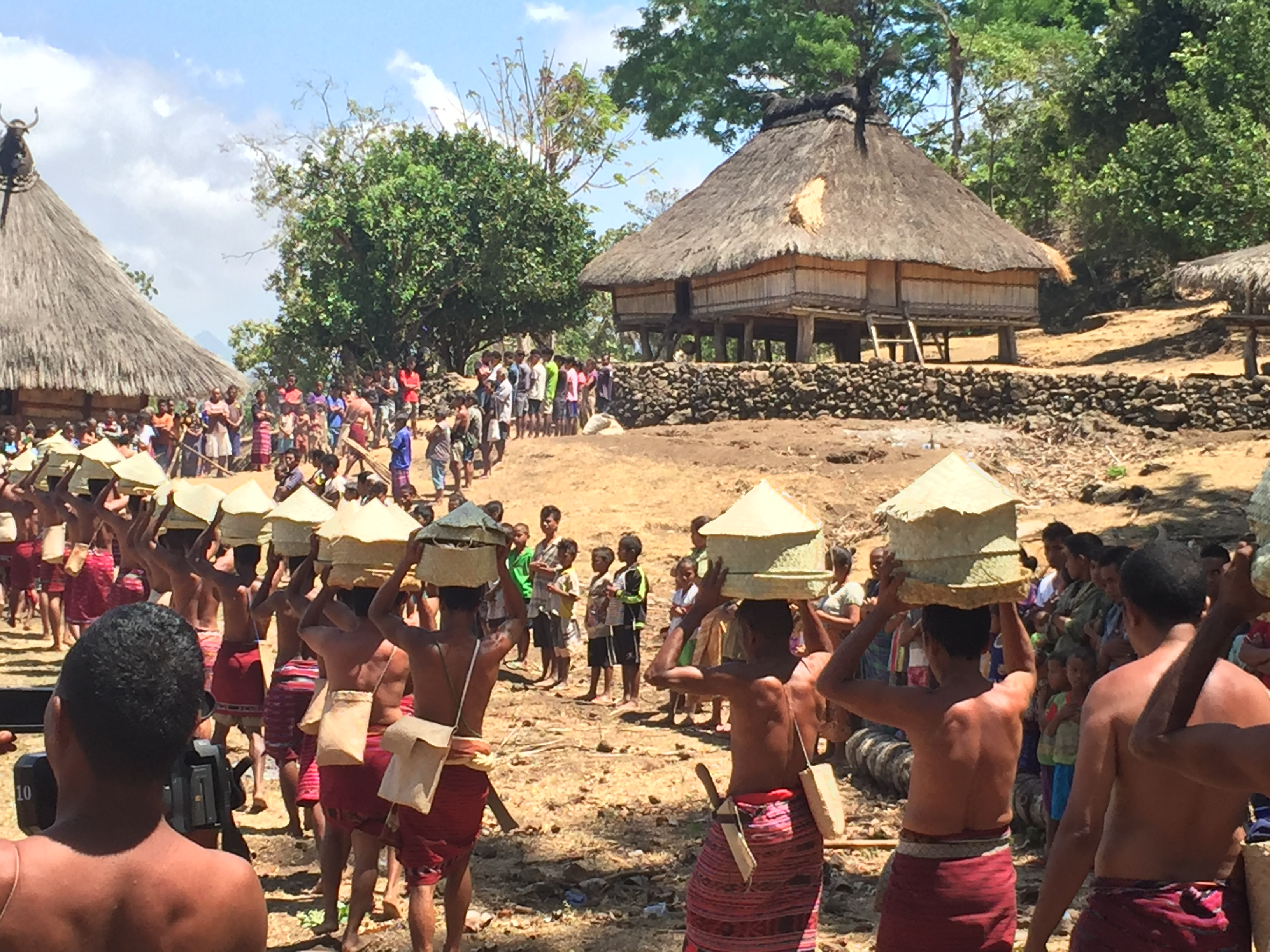
Terug naar het dorp
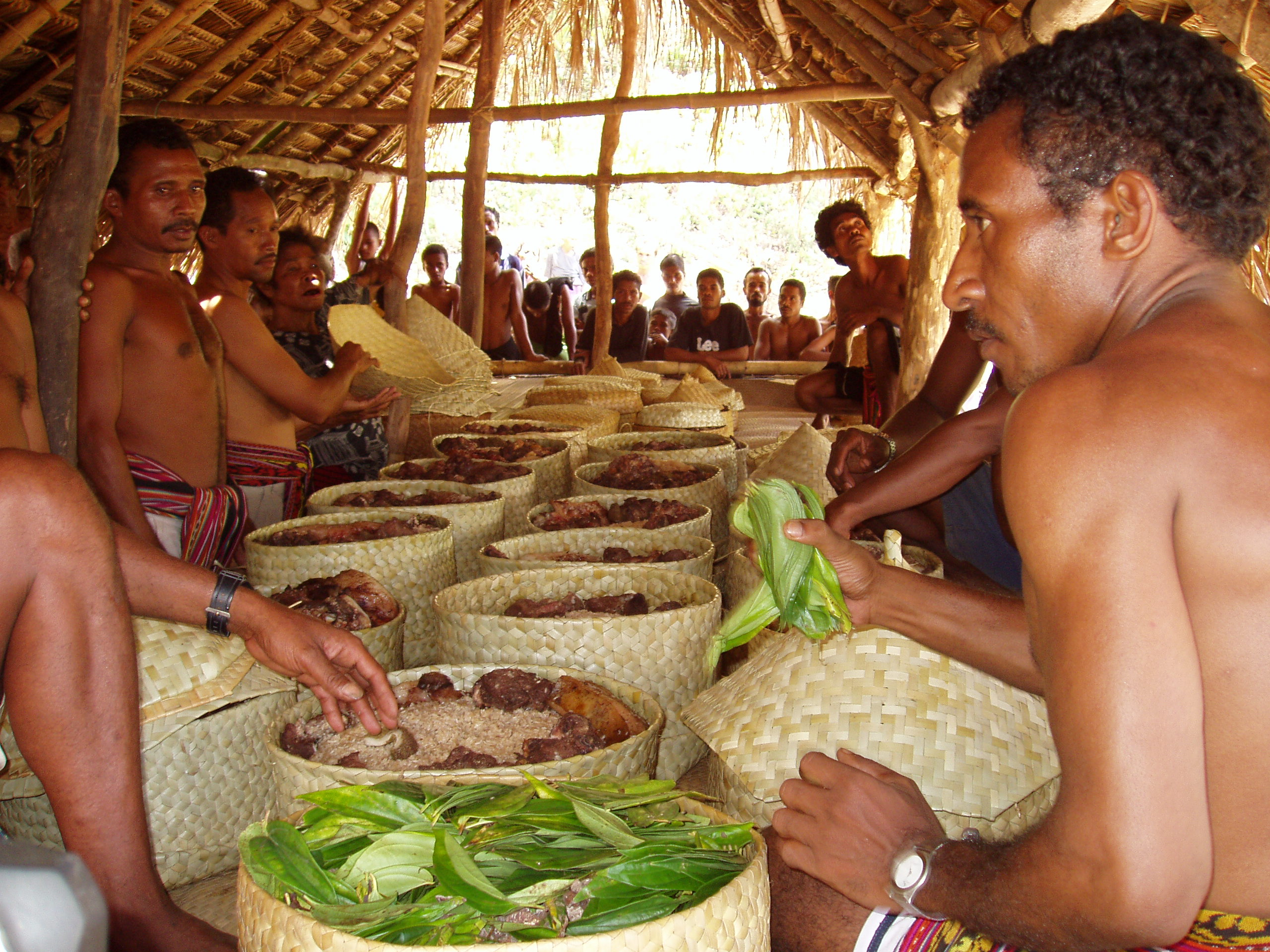
Dit is het aanbod dat nu Iluwai Malu bu (het spuug en de betelnoot) wordt genoemd. Spuug symboliseert de zegening van de voorouders en het land. Malu bu: het overblijfsel van de betelnoot van de voorouders. Ieder lid van het dorp krijgt zijn deel. Zij die overzee wonen tellen ook mee.
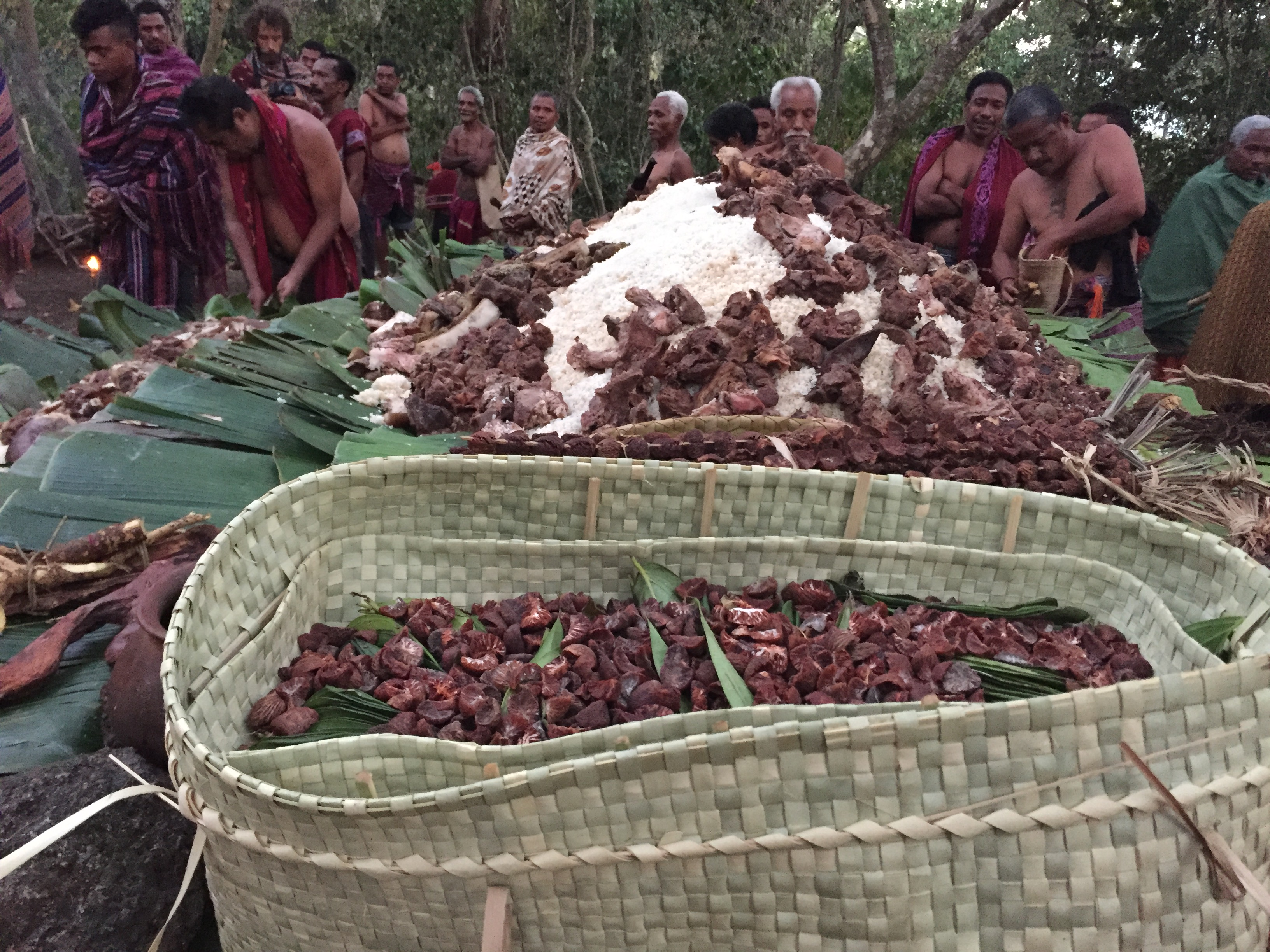
De offers op het altaar